# Юдзевич, Иван Казимирович
Иван Казимирович Юдзевич (1790—1863) — коллежский советник, доктор медицины Виленского университета.

## Биография
Иван Юдзевич родился в 1790 году в дворянской семье. Медицинское образование получил в Виленском университете, куда поступил в 1807 году. Пять лет спустя, 6 марта 1812 года, он успешно окончил университет со степенью магистра медицины, а 7 апреля того же года получил степень доктора медицины и был назначен врачом в 42-й егерский полк, но в том же году, после объявления Отечественной войны 1812 года, был переведен в Орловский военный временный госпиталь, а в 1817 году в Орловский пехотный полк, в котором прослужил три года.
Назначенный в 1820 году старшим лекарем 11-й артиллерийской бригады, И. К. Юдзевич в 1824 году вышел в отставку и два года спустя занял место врача при больнице Полтавского приказа общественного призрения в городе Ромны, где прослужил до 1833 года.
Затем он в течение одиннадцати лет занимался частной практикой, а в 1844 году снова поступил на службу роменским городским врачом и в этой должности оставался до самой своей смерти, последовавшей в 1863 году.